# Каськовская волость

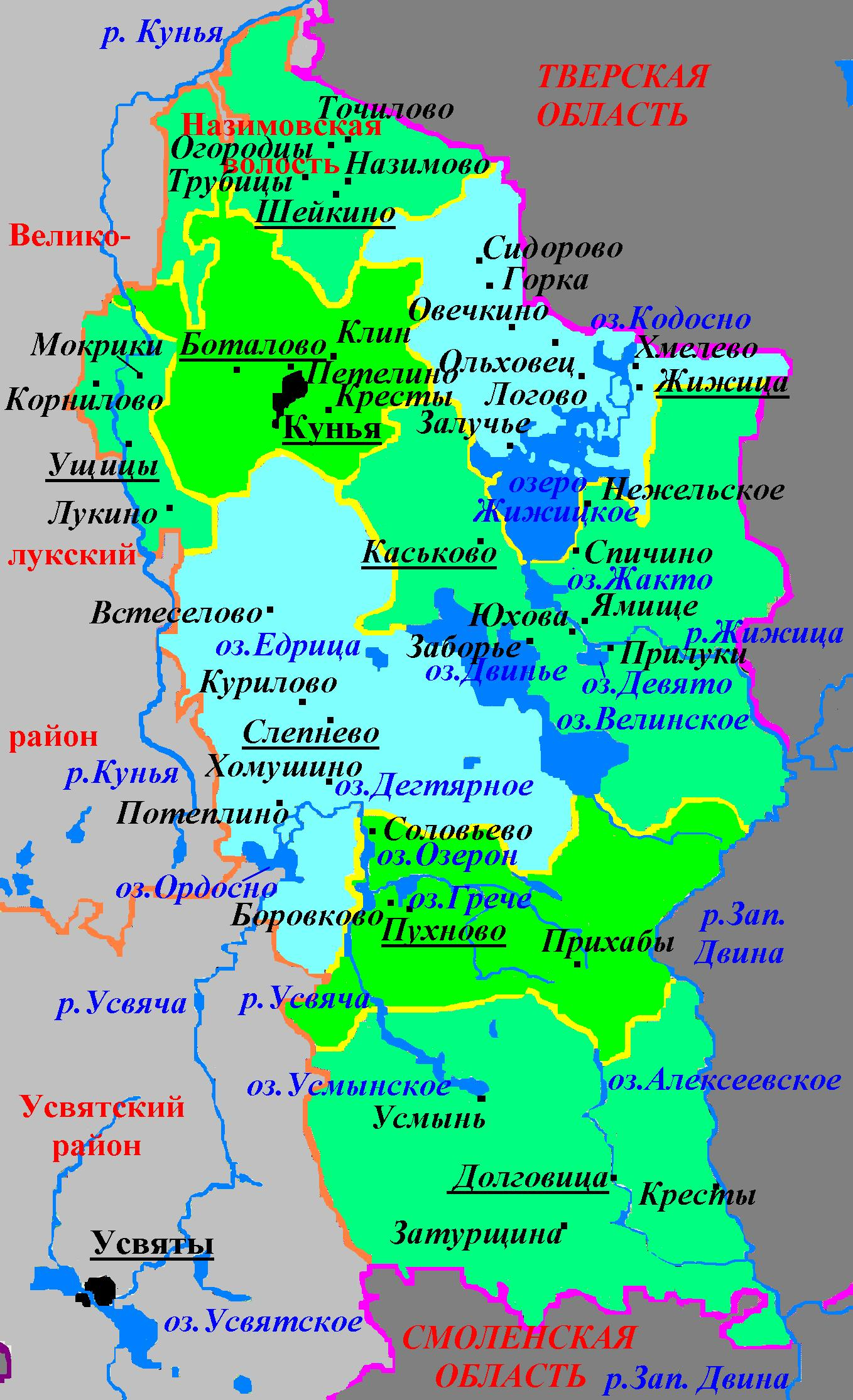
Административное деление Куньинского района в 2005—2015 гг.

Каськовская волость — административно-территориальная единица 3-го уровня и муниципальное образование со статусом сельского поселения в Куньинском районе Псковской области России.
Административный центр — деревня Каськово.

## География
Территория волости граничит на севере с Жижицкой, на западе и юго-западе — с Куньинской волостью, на юге — с Пухновской волостями Куньинского района Псковской области, на востоке — с Западнодвинским районом Тверской области России.
На территории Каськовской волости расположены озёра: Жакто или Жекто (4,7 км², глубиной до 4,2 м), Девято (1,2 км², глубиной до 2 м), Осмоль или Смоленец, Осмолица (0,3 км², глубиной до 4 м), Висяча или Зависячье (0,2 км², глубиной до 8 м) и др. Часть западной границы волости проходит по восточному берегу Двинь-Велинского озера — третьего в области по площади (52,6 км²), а часть северной границы — по западному, южному и восточному берегам Жижицкого озера— второго в области по площади (57,3 км²).

## Население
| 2002 | 2010 | 2012 | 2013 | 2014 | 2015 | 2016 |
| ---- | ---- | ---- | ---- | ---- | ---- | ---- |
| 1051 | ↘786 | ↘754 | ↘741 | ↗756 | ↘730 | ↘720 |
| 2017 | 2018 | 2019 | 2020 | 2021 |      |      |
| ↘716 | ↘715 | ↘699 | ↘673 | ↘539 |      |      |

## Населённые пункты
В состав Каськовской волости входят 39 деревень: 
| №  | Населённый пункт | Тип     | Население |
| -- | ---------------- | ------- | --------- |
| 1  | Бегуново         | деревня | ↘8        |
| 2  | Бойково          | деревня | ↘7        |
| 3  | Бубиново         | деревня | →0        |
| 4  | Васьково         | деревня | ↘0        |
| 5  | Векшино          | деревня | →0        |
| 6  | Вшивка           | деревня | ↘6        |
| 7  | Гритьково        | деревня | ↘4        |
| 8  | Гришино          | деревня | ↘11       |
| 9  | Груздово         | деревня | ↗113      |
| 10 | Двинь-Покровское | деревня | ↘6        |
| 11 | Домнино          | деревня | ↘26       |
| 12 | Дубровка         | деревня | →0        |
| 13 | Ерохино          | деревня | ↘0        |
| 14 | Заборье          | деревня | ↘6        |
| 15 | Захарцево        | деревня | ↘0        |
| 16 | Зубари           | деревня | →0        |
| 17 | Ильичёвка        | деревня | ↘18       |
| 18 | Камено           | деревня | ↘23       |
| 19 | Каськово         | деревня | ↘232      |
| 20 | Кладово          | деревня | →0        |
| 21 | Кордон           | деревня | →0        |
| 22 | Кочегарово       | деревня | ↘6        |
| 23 | Кривицы          | деревня | ↗21       |
| 24 | Курово           | деревня | ↘18       |
| 25 | Ластовка         | деревня | ↗8        |
| 26 | Мелюшаты         | деревня | ↘0        |
| 27 | Моршники         | деревня | ↘0        |
| 28 | Нижельское       | деревня | ↘64       |
| 29 | Петухи           | деревня | ↘2        |
| 30 | Подозерье        | деревня | ↘4        |
| 31 | Прилуки          | деревня | ↘13       |
| 32 | Пухлово          | деревня | ↘13       |
| 33 | Спичино          | деревня | ↘23       |
| 34 | Староселье       | деревня | ↘3        |
| 35 | Узмень           | деревня | →1        |
| 36 | Чернаково        | деревня | ↘8        |
| 37 | Шалонино         | деревня | ↘12       |
| 38 | Шаляпы           | деревня | ↘7        |
| 39 | Ямище            | деревня | ↘122      |

## История
Постановлением Псковского областного Собрания депутатов от 26 января 1995 года все сельсоветы в Псковской области были переименованы в волости, в том числе Каськовский сельсовет был превращён в Каськовскую волость.
Законом Псковской области от 28 февраля 2005 года в границах волости было также создано муниципальное образование Каськовская волость со статусом сельского поселения с 1 января 2006 года в составе муниципального образования Куньинский район со статусом муниципального района.